# Gigot d'agneau à la poêle
Le gigot d'agneau à la poêle (perna de carneiro no tacho en portugais) est un plat portugais typique de l'Algarve. Même si la gastronomie de l'Algarve est à base de poisson et de fruits de mer, elle possède quand même beaucoup de mets avec de la viande, et certains unissant viande et fruits de mer, tel le carne de porco à alentejana.

## Ingrédients
La préparation de ce mets nécessite gigot d'agneau, huile d'olive, ail, vinaigre, vin blanc sec, pommes de terre, clous de girofle, bouquet garni et paprika.

## Préparation
Après avoir paré le gigot d'agneau d'une pommade faite avec de l'ail écrasé et du sel, il est mis à cuire pendant une heure. Ensuite, il est placé en marinade avec un bouquet de persil, du laurier-sauce, du paprika, du poivre, des clous de girofle, de la sauce tomate, du vinaigre, du vin blanc, de l'huile d'olive, du saindoux. Il est mouillé d'un décilitre d'eau.
L'ensemble reste dans cette marinade pendant deux à trois heures puis est placé dans une poêle couverte et mis à cuire à feu doux. Quand la marinade est réduite, il y est ajouté des pommes de terre coupées en quartiers. Ce mets s'accompagne d'une salade de tomates, poivrons, concombres et oignons, assaisonnée d'huile d'olive, de vinaigre et de sel.

## Accord mets/vin
Ce mets s'accorde avec des vins de l'Algarve comme le lagos, le portimão, le lagoa ou le tavira.